# 茂木仙子
茂木 仙子（もぎ のりこ、1978年12月8日 -）は、茨城県北相馬郡出身の日本の元柔道選手。現役時代は57kg級の選手。身長159cm。得意技は内股、大内刈。2025年3月までは夫である富士学苑高等学校柔道部監督の矢嵜雄大（2002 釜山アジア大会90キロ級で優勝）と共に富士学苑高等学校柔道部外部コーチとして指導していた。

## 人物
柔道は小学校2年生の時に始めた。しかし、八千代松陰高校時代まで際立った活躍は見られなかった。1997年に住友海上へ入社すると力を付け始め、1998年の実業個人選手権57kg級で優勝を飾った。2000年には全国女子体重別で2位になると、福岡国際では福岡県警の日下部基栄に敗れるが2位となった。2001年の体重別も日下部に敗れて2位だったが、東アジア大会では優勝を飾った。。環太平洋柔道選手権大会では2連覇を達成した。2002年の体重別でも日下部に敗れて2位だったが、ワールドカップ団体戦では優勝メンバーの一員となった。全国女子体重別では日下部を破って優勝した。2003年の体重別でも日下部を破り、大阪市で開催される世界選手権代表に選出された。しかし、世界選手権では準々決勝でキューバのユリスレイディス・ルペティに指導3で敗れると、敗者復活戦でも中国の許岩の朽木倒で敗れて9位に終わった。福岡国際ではジャパンスポーツコンディショニング協会の植田裕子に敗れて2位だった。2004年の体重別では決勝で会社の同僚である岩藤理恵に敗れて2位にとどまり、アテネオリンピック代表候補に選ばれることはなかった。その後引退すると、2007年には大阪世界選手権に一緒に出場した90kg級代表の矢嵜雄大と結婚した。2011年には三井住友海上を退社すると、夫の矢嵜が監督を務める富士学苑高校柔道部の外部コーチとなりともに指導にあたることになると、2015年と2017年の世界ジュニア57kg級で2連覇を達成した舟久保遥香などを育てた。

## 主な戦績
- 1997年　- 実業個人選手権　2位(56kg級)
- 1998年　- 実業個人選手権　優勝
- 1999年　- 環太平洋柔道選手権大会　優勝
- 1999年　- 実業個人選手権　2位
- 2000年　- 全国女子体重別　2位
- 2000年　- 福岡国際　2位
- 2001年　-　体重別　2位
- 2001年 -　東アジア大会　優勝
- 2001年　- 環太平洋柔道選手権大会　優勝
- 2001年　- 実業個人選手権　3位
- 2001年　- 全国女子体重別　3位
- 2002年　-　ドイツ国際　2位
- 2002年　- 体重別　2位
- 2002年 -　ワールドカップ団体戦　優勝
- 2002年　- 全国女子体重別　優勝
- 2003年　- 体重別　優勝
- 2003年　- 福岡国際　2位
- 2003年　- 講道館杯　優勝
- 2004年　- 体重別　2位

(出典、JudoInside.com)